# Morbid Tales
Morbid Tales è l'album di debutto del gruppo heavy metal svizzero Celtic Frost, pubblicato nel novembre 1984. Ha avuto una grande influenza sullo sviluppo del black e del death metal. Fu pubblicato in Europa come EP con sei tracce, e negli Stati Uniti come LP con l'aggiunta delle due tracce Dethroned Emperor e Morbid Tales e di un poster con i testi delle canzoni.
La prima stampa comprendeva anche un adesivo e un poster con foto della band e testi delle canzoni. Nel 1999 il disco è stato ristampato con l'aggiunta delle tracce dell'EP Emperor's Return.
Nel giugno del 2017 la rivista Rolling Stone ha collocato l'album alla ventottesima posizione dei 100 migliori album metal di tutti i tempi.

## Il disco
Dopo la fine ingloriosa della band precedente Hellhammer, e la pubblicazione del loro EP Apocalyptic Raids, che fu un fallimento commerciale dal punto di vista della casa discografica, alcuni dei membri del gruppo ricominciarono con il nome di Celtic Frost. L'etichetta discografica Noise Records diede loro una seconda ed ultima possibilità.

### Registrazione e contenuti
Per le sessioni di registrazione dell'album, i musicisti guidarono dalla Svizzera a Berlino su un pulmino Volkswagen preso in prestito. Con loro trasportavano tutti i loro strumenti esistenti e tutta la tecnologia, perché il Caet Studio, dove la band Hellhammer aveva già registrato Apocalyptic Raids, era troppo piccolo e dotato di tecnologia economica. Durante la settimana dall'8 al 15 ottobre, la band incise le canzoni e le mixò. La casa discografica interferì molto circa le scelte artistiche della band nelle registrazioni, specialmente il pezzo elettronico Danse Macabre secondo loro non sarebbe dovuto mai entrare nell'album. Sostanzialmente, al gruppo fu concesso di pubblicare un mini-LP pubblicato in Europa con soli 6 brani estesi a 8 per l'edizione statunitense.
Il batterista Stephen Priestly registrò l'album, ma preferiva la musica AOR di gruppi come Boston o Journey. Per questo motivo, era chiaro che pur avendo suonato sull'album, egli non sarebbe mai diventato un membro permanente della band. Il produttore Horst Müller contribuì solo con le voci di sottofondo a Dethroned Emperor e Procreation (of the Wicked). Egli fornì anche i nominativi di Hertha Ohling per la voce femminile e del violinista Oswald Spengler. Dato che nessuno dei membri della band era in grado di scrivere note all'epoca, dovettero canticchiare i pezzi ai musicisti ospiti per far capire loro come volevano che suonassero.
Nella prima stampa dell'album, il pezzo introduttivo Human non era ancora elencato separatamente, e solo in successive ristampe appariva sotto il nome di Human (Intro) come prima traccia del disco. L'idea si era sviluppata presto nella band, volevano creare un pianto e ripeterlo così spesso che sembrasse un urlo disumano. Inizialmente inteso come introduzione per le loro esibizioni dal vivo, l'introduzione si trasformò in qualcosa di simile a un "urlo dei dannati negli Inferi"; e l'effetto fu realizzato in studio con l'aiuto del produttore Horst Müller.
Il primo pezzo Into the Crypt of Rays parla di Gilles de Rais. Il bassista Stricker aveva letto un libro sul suo legame con Giovanna d'Arco. Insieme a Tom Fischer, sviluppò quindi il testo perché entrambi erano affascinati dalla storia. Con il secondo pezzo Visions of Mortality, Fischer voleva esprimere la sua opinione sulle persone che, a suo avviso, si nascondono dietro la propria religione. Era l'ultimo pezzo scritto all'epoca degli Hellhammer e originariamente aveva un testo completamente diverso.
In Return to the Eve, Tom Fischer parla della sua adolescenza, che secondo lui era stata un inferno. Aveva dovuto vivere in circostanze incredibili a causa di una malattia mentale di sua madre. In Nocturnal Fear e Morbid Tales, la band ha elaborato influenze dalla mitologia babilonese e dal mito di Cthulhu di Howard Phillips Lovecraft.

### Influenza musicale
La musica dei Celtic Frost era classificata al momento della registrazione del disco come Thrash metal; stilisticamente è un misto di Speed/Thrash metal, Punk e Doom metal ed è ancora vicina alle registrazioni degli Hellhammer. Michael Moynihan scrive nel suo libro Lords of Chaos che sebbene la band flirtasse con "temi oscuri ed occulti nei propri testi", non si svilupparono mai compiutamente in un vero e proprio gruppo Black Metal. Molti musicisti e gruppi si riferiscono a Morbid Tales come fonte di ispirazione personale, tra cui Voivod, Sepultura e Opeth. La rivista Rock Hard classificò l'EP alla posizione numero 122 nella lista dei 500 migliori album rock e metal di tutti i tempi da loro redatta, l'editore Frank Albrecht li definisce un "gruppo che con Morbid Tales definisce lo stile su cui molte band si orientarono fino ai nostri giorni". Metalion di Slayer Magazine ha un'opinione leggermente diversa, sottolineando l'influenza degli Hellhammer su Morbid Tales e l'importanza del disco per il black metal successivo della seconda ondata. Il sito invisibleoranges.com sottolinea l'impatto dell'album su generi musicali quali Crustcore, Doom, Thrash e Death metal e l'impatto diretto sullo stile di band come Obituary e album come Panzerfaust dei Darkthrone.

### Copertina e design
La copertina del disco mostra il logo della band scritto rosso su nero. Il disegno si basa su una stella a sette punte disegnata dal bassista Stricker per Apocalyptic Raids. Un artista svizzero amico della band rielaborò la bozza per Morbid Tales. Il significato che sta alla base del disegno era il simbolismo occulto di Aleister Crowley. Al centro dell'eptagramma c'è un teschio come simbolo del Memento mori. Il teschio è attraversato da quattro spade, che rappresentano paura, fallimento, trionfo e vittoria. La prima stampa comprendeva anche un adesivo e un poster con foto della band e testi delle canzoni. Nel 1999 il disco è stato ristampato con l'aggiunta delle tracce dell'EP Emperor's Return.

## Tracce
1. Into the Crypt of Rays – 4:46
2. Visions of Mortality – 3:49
3. Procreation (Of the Wicked) – 4:02
4. Return to the Eve – 4:05
5. Danse Macabre – 3:51
6. Nocturnal Fear – 3:35

Bonus track (Stati Uniti)
1. Dethroned Emperor – 4:35
2. Morbid Tales – 3:26

Morbid Tales/Emperor's Return
1. Human (intro) - 0:30
2. Circle of the Tyrants - 4:42
3. Visual Aggression - 4:08
4. Suicidal Winds - 4:33

## Formazione
Musicisti
- Tom Gabriel Fischer - voce, chitarra, logo, artwork, produttore
- Martin Eric Ain - basso, effetti, produttore
- Stephen Priestly - batteria, percussioni

Altri musicisti
- Horst Müller - voce d'accompagnamento (tracce 3, 5 e 7), produttore, ingegneria del suono, missaggio, mastering
- Hertha Ohling - voce d'accompagnamento (traccia 6)
- Oswald Spengler - violino (tracce 7 e 8)

Crediti
- U. Sprenger - artwork
- Karl "Oh Gott, Ihr Schon Wieder..." Walterbach - produttore esecutivo
- Leila - modello
- Burzelbär - fotografia

## Accoglienza
| Recensione                       | Giudizio |
| -------------------------------- | -------- |
| AllMusic                         | [ 12 ]   |
| Collector's Guide to Heavy Metal | [ 13 ]   |
| Metallized.it                    | 95/100   |

Le recensioni contemporanee all'uscita di Morbid Tales furono molto contrastanti. Kerrang! assegnò una stella su cinque e scrisse nella recensione: "Questi sono i ragazzi che suonavano negli Hellhammer, ma è sempre la stessa merda". Invece, le fanzine accolsero l'album con entusiasmo. Rock Hard descrisse i Celtic Frost come "la band più dura ed estrema d'Europa" e assegnò al disco un voto di 8 su 10.
L'intensità thrash metal di Morbid Tales ebbe grande influenza sui generi death metal e black metal che si andavano a sviluppare allora. Nel disco sono inclusi elementi che sarebbero stati adottati dai pionieri di entrambi gli stili. Anche l'aspetto dei membri della band si rivelò influente, principalmente per l'utilizzo del corpse paint. Nel 2017, Rolling Stone classificò Morbid Tales alla posizione numero 28 della loro "The 100 Greatest Metal Albums of All Time".
Nel commento all'album dei Darkthrone Panzerfaust, Fenriz cita Morbid Tales insieme a Under the Sign of the Black Mark dei Bathory e il demo Necrolust dei Vader come ispirazione di capitale importanza nella scrittura dei riff.
Il critico musicale Piero Scaruffi l'ha definito: "un lavoro solenne e cupo che definiva il nuovo genere del black metal".
Nell'autunno del 2010 è stato inserito in 28ª posizione nella lista dei "Migliori album Black Metal secondo Decibel".

## Presunte connessioni al satanismo
Sia Martin Stricker che Tom Fischer erano stati allevati nel cattolicesimo. All'epoca dell'album, il bassista Stricker aveva letto le pubblicazioni di Anton Szandor LaVey, il fondatore della Chiesa di Satana. Inoltre, la band entrò in contatto con alcuni membri effettivi della Chiesa di Satana. Tuttavia, Stricker non era d'accordo con tutto ciò che LaVey aveva scritto, in parte considerava le sue teorie ridicole. Per i musicisti, il satanismo era un'espressione dell'individualismo e della ribellione, ma non si consideravano satanisti nel vero senso del termine.